# Shining Tears
Shining Tears (シャイニング・ティアーズ?, Shainingu Tiāzu) è un videogioco di ruolo sviluppato dalla Nextech e dalla Amusement Vision e pubblicato dalla SEGA nel 2004 per console Sony PlayStation 2 come parte della serie di videogiochi Shining. Il character design del gioco è curato da Tony Taka. Vi si racconta la storia di un misterioso ragazzo chiamato Xion.
Un adattamento animato del gioco, intitolato Shining Tears X Wind è stato prodotto dallo Studio Deen e trasmesso in Giappone a partire dall'aprile 2007. Un sequel, Shining Wind, è stato distribuito nel 2007 e vede il ritorno di tutti i personaggi di Shining Tears, seppure in ruoli minori.